# Cantone di Saint-Jean-le-Blanc
Il Cantone di Saint-Jean-le-Blanc è una divisione amministrativa dell'arrondissement di Orléans.
A seguito della riforma approvata con decreto del 25 febbraio 2014, che ha avuto attuazione dopo le elezioni dipartimentali del 2015, è passato da 3 a 9 comuni.

## Composizione
I 3 comuni facenti parte prima della riforma del 2014 erano:
- Saint-Cyr-en-Val
- Saint-Denis-en-Val
- Saint-Jean-le-Blanc

Dal 2015 i comuni appartenenti al cantone sono i seguenti 9:
- Férolles
- Ouvrouer-les-Champs
- Saint-Denis-en-Val
- Saint-Jean-le-Blanc
- Sandillon
- Sigloy
- Tigy
- Vannes-sur-Cosson
- Vienne-en-Val